# 青木存義
青木 存義（あおき ながよし、1879年8月15日 - 1935年4月19日）は、日本の国文学者、唱歌作詞家、小説家、教育者。童謡『どんぐりころころ』の作詞者として知られる。

## 経歴
宮城県宮城郡松島町幡谷新田出身。宮城県尋常中学校（現在の宮城県仙台第一高等学校）、東京帝国大学文科大学卒業（1906年）。1917年に東京音楽学校教授就任。その後は文部省図書編集部長（1924年）、旧制新潟高等学校校長（1934年）などを歴任。文部省在職中に『どんぐりころころ』などを始め、文部省唱歌を数多く作りあげた。また青木苫汀（せんてい）の名で『我や人妻』などの小説も書いている。

## 人物
180cmの長身で温和な性格だったと伝わる。

## 作品

### 唱歌
- 『どんぐりころころ』（作曲：梁田貞）
- 『山雀太夫』 （作曲：弘田龍太郎）
- 『菊の花』（作曲：不詳）
- 『お池のひごい』（作曲：福井直秋）
- 『父様母様』（作曲：室崎清太郎）

### 校歌
- 『神奈川県立農業学校校歌』1918年（作曲：岡野貞一）[4]

### 小説
- 『我や人妻』（広文堂書店、1907年）